# Leucomelacis
Leucomelacis är ett släkte av skalbaggar. Leucomelacis ingår i familjen vivlar.
Kladogram enligt Catalogue of Life:
| Leucomelacis | \| \| Leucomelacis albohumeralis \| \| \| \| \| \| Leucomelacis quadrinotatus \| \| \| \| |
|              | \| \| Leucomelacis albohumeralis \| \| \| \| \| \| Leucomelacis quadrinotatus \| \| \| \| |
|              | Leucomelacis albohumeralis                                                                |
|              |                                                                                           |
|              | Leucomelacis quadrinotatus                                                                |
|              |                                                                                           |